# 퍄오청
퍄오청(중국어: 朴成, 병음: Piáo Chéng, 한자음: 박성, 1989년 8월 21일 ~ )은 중국의 축구 선수로 조선족 출신이며 현재 베이징 궈안에서 미드필더로 뛰고 있다.

## 선수 경력

### 구단 경력
2007년 중국의 2부 축구 리그인 중국 지아 리그의 옌볜 FC의 1군으로 승격되어 성인 무대에 데뷔하였으며, 그 해 8월 18일, 상하이 스타스와의 경기에서 자신의 성인 무대 첫 골이자 그 경기의 결승골을 기록하였다.
그 후 선수단 내에서 주전으로 자리 잡았고 곧 2008년 7월 중국 U-20 축구 국가대표팀에 소집되었다. 2011년 2월 25일, 옌볜에서 많은 이들에게 깊은 인상을 남긴 후 중국 슈퍼리그의 베이징 궈안으로 300만 위안에 이적했다.
베이징에서 그는 2011년 4월 3일 장쑤와의 리그 경기에서 2-0으로 승리하며 데뷔전을 치렀다. 2011년 중국 슈퍼리그 시즌이 끝날 때 2014년 중국 슈퍼리그 시즌에서 준우승을 차지한 후 2018년 중국 FA컵 산동 루넝 타이산과의 경기에서 첫 우승을 차지했다.

### 국가대표 경력
2008년 7월 중국 U-20 대표팀에 선발되었으며, 2008년 AFC U-19 챔피언십에 참가하였다. 2009년 8월 중국 올림픽 대표팀에 발탁되었으며, 2010년 아시안 게임에서 중국 U-23 대표팀의 핵심 선수로 활약하였다.

## 플레이 스타일
주로 공격형 미드필더 및 중앙 미드필더를 소화하며 공을 부드럽게 차는 테크니션이라고 평가 받는다.

## 가족 관계
- 사촌: 진징다오[9]